# Enrique Romero
Enrique Fernández Romero es un exfutbolista español cuya posición era lateral izquierdo. Nació en Jerez de la Frontera el 23 de junio de 1971.

## Selección nacional
Debutó con la selección nacional de fútbol contra Croacia en el año 2000, participó con tres encuentros en el Mundial de Corea y Japón. Regresó al combinado nacional para la clasificación de la Copa Mundial de Fútbol de 2006 tras ser convocado por Luis Aragonés.

## Trayectoria
Tras formarse en el Flamenco juvenil de su localidad natal jugó en los siguientes equipos profesionales:
| Club                      | País   | Año         | Partidos | Goles |
| CD Logroñés               | España | 1992 - 1994 | 32       | 4     |
| Valencia CF               | España | 1994 - 1997 | 118      | 5     |
| RCD Mallorca              | España | 1997 - 1998 | 47       | 3     |
| RC Deportivo de La Coruña | España | 1998 - 2006 | 306      | 2     |
| Real Betis                | España | 2006 - 2007 | 21       | 0     |

## Palmarés
- 2 Supercopas de España (2000 y 2002)
- 1 Copa del Rey (2002)
- 1 Liga (2000)